# Pierpoljak (album)
 (mars 2020).
Si vous disposez d'ouvrages ou d'articles de référence ou si vous connaissez des sites web de qualité traitant du thème abordé ici, merci de compléter l'article en donnant les références utiles à sa vérifiabilité et en les liant à la section « Notes et références ».
Pour l’article homonyme, voir Pierpoljak.
Albums de Pierpoljak
Jamaican Ride
Pierpoljak est le premier album studio  de Pierpoljak, sorti en 1996. Il est aussi intitulé À la campagne. 
Il contient les pistes suivantes :
1. Le Nouveau Blaze
2. Annie
3. La Music
4. Dix millions de glandeurs
5. Le Mec bien
6. Boulets rouges
7. Loin des poses hip-hop
8. Les Rues de Lombco
9. Le Touriste à Babylone
10. La Sensi de la vreu
11. La Tour de contrôle
12. Léone
13. Fatoumata
14. Une Étoile
15. Le Batard (piste cachée)
16. Dub Plate 89 (piste cachée)